# Nén có tổn hao
Nén có tổn hao (tiếng Anh: lossy compression), đối lập với nén không tổn hao, là dạng nén chỉ cho phép phục hồi lại một phần dữ liệu gốc vì thế có thể làm mất một lượng thông tin để đổi lại khả năng nén giảm dung lượng tốt hơn. Dạng nén này được sử dụng rất nhiều trong các ứng dụng multimedia khác nhau đặc biệt là khi sử dụng các chức năng trực tuyến trên mạng hay điện thoại mạng giúp cải thiện tốc độ truyền tải.